# Sân bay Gdańsk Lech Wałęsa
Sân bay Gdańsk Lech Wałęsa (tiếng Ba Lan: Port Lotniczy Gdańsk im. Lecha Wałęsy, tên cũ là tiếng Ba Lan: Port Lotniczy Gdańsk-Rębiechowo) (IATA: GDN, ICAO: EPGD) là một sân bay quốc tế ở Gdańsk, Ba Lan, gần trung tâm vùng đô thị Trójmiasto: Gdańsk (10 km), Sopot (10 km) và Gdynia (23 km).
Sân bay được đặt tên theo Lech Wałęsa, cựu tổng thống Ba Lan. Sân bay này được khai trương năm 1974 gần làng Rębiechowo để thay thế sân bay cũ gần trung tâm thành phố hơn, ở ngoại ô của Wrzeszcz. Sân bay này có tên như hiện nay vào năm 2004. Năm 2006, sân bay này đã phục vụ 1.249.780 lượt khách (tăng 84% so với năm 2005). Một nửa trong số đó là khách quốc tế. Một nhà ga mới được khai trương năm 1997.

## Các hãng hàng không và các tuyến bay
- Air Italy Polska (Hurghada) [theo mùa]
- LOT Polish Airlines (Frankfurt, Munich, Warsaw)
  - operated by EuroLOT (Warsaw)
- Lufthansa
  - operated by Lufthansa CityLine (Frankfurt, Munich)
- Norwegian Air Shuttle (Oslo-Gardermoen)
- Ryanair (Birmingham, Bristol, Brussels-Charleroi, Dublin, Frankfurt-Hahn, Liverpool, London-Stansted, Shannon)
- SAS (Copenhagen, Oslo-Gardermoen)
- Wizz Air (Cologne/Bonn, Cork, Doncaster/Sheffield, Dortmund, Girona, Glasgow-Prestwick, Gothenburg-City, Liverpool, London-Luton, Lübeck, Malmö-Sturup, Oslo-Torp, Stockholm-Skavsta, Turku)